# Klaus Heinrich
Klaus Heinrich (Berlín, 23 de setembre de 1927 - 23 de novembre de 2020) va ser un filòsof i professor emèrit de la Universitat lliure de Berlín, de la qual va ser un dels membres fundadors.

## Biografia
Klaus Heinrich va néixer l'any 1927 a Berlín, la ciutat que l'ha vist créixer i que mai no ha abandonat. A 15 anys, s'allista a la Luftwaffe (exèrcit de l'Aire). Un any més tard, l'any 1943, s'inicia un procediment contra ell per « derrotisme » i « corrupció anti-militarista ». Des del final de la guerra, estudia dret, filosofia, teologia, sociologia, història de l'art i literatura a la Universitat Humboldt de Berlín. Víctima d'atacs polítics i de denúncies, contribueix l'any 1948 a fundar la Universitat lliure de Berlín Oest. Acaba a continuació el seu doctorat l'any 1952, després d'una controvèrsia memorable. La seva tesi d'Estat l'any 1964, data de l'aparició del seu principal llibre i únic en el seu gènere, Assaig sobre la dificultat de dir no (Versuch über die Schwierigkeit nein zu sagen). Des de 1971, hi ensenya ciències de les religions sobre una base « teològico-filosòfica » que integra sobretot els dominis de la lògica, de l'ontologia, de la psicoanàlisi i de la mitologia. Reconegut i respectat pels seus companys i la major part dels pensadors germanòfils contemporanis, alguns dels quals han estat profundament marcats pel seu ensenyament. És professor emèrit des de 1995, i els seus 90 anys van ser celebrats el 23 de setembre de 2017 pels grans diaris alemanys. Klaus Heinrich va morir el 23 de novembre de 2020 a Berlín.

## Obra
La seva obra important es compon en gran part de seminaris consignats o gravats pels seus estudiants (« Dahlemer Vorlesungen »). La seva particularitat era d'ensenyar sense recórrer a notes. Hi ha igualment una sèrie de reculls amb conferències i assajos curts (« Reden und kleine Schriften »). L'Assaig sobre la dificultat de dir no exposa, d'una manera paradoxalment sistemàtica i fragmentària, el pensament singular del qui es diu de vegades, amb molta tendresa, el « Sòcrates de Berlín ».